# Avenida Yarinacocha
La avenida Yarinacoha es la vía central para trasladar la ciudad de Pucallpa y  la capital de Distrito de Yarinacocha, ubicada en la urbe de Pucallpa.

## Descripción
Reemplazo de la carretera antigua a Yarinacocha, donde anteriormente hubo en la expansión de la ciudad, debido a los atentados terroristas que hubo en la zona. Esta vía sigue remodelada pese a los defectos que ha ocurrido una constante transitación.